# A Canterbury Tale
A Canterbury Tale é um filme britânico dos gêneros comédia, drama e mistério, dirigido por Michael Powell e Emeric Pressburger, estrelando Eric Portman, Sheila Sim, Dennis Price e Sgt. John Sweet.